# Euthalia esmalta
Euthalia esmalta är en fjärilsart som beskrevs av Hans Fruhstorfer 1913. Euthalia esmalta ingår i släktet Euthalia och familjen praktfjärilar. Inga underarter finns listade i Catalogue of Life.